# Zlatan Martinis
Zlatan Vicko Martinis (Zagreb, 7. veljače 1931. – Zagreb, 17. srpnja 2010.) hrvatski znanstvenik i sveučilišni nastavnik.

## Životopis
Gimnaziju je pohađao u Zagrebu gdje je i maturirao. Upisao se na Biološki odsjek Prirodnoslovno-matematičkoga fakulteta (PMF) Sveučilišta u Zagrebu gdje je i diplomirao. Vjenčao se 1955. godine s Tatjanom Mišak s kojom je imao jedno dijete, sina Miljenka, rođenog također u Zagrebu 1957. godine. 
Započeo honorarno raditi za novoosnovanu promidžbenu agenciju Duga film, a nakon njezinoga brzog gašenja, za drugu novoosnovanju agenciju Interpublic (1954), preteču današnjega Zagreb filma, kao crtač i grafički suradnik. Međutim, kao profesiju odabrao znanost i to kao mlađi istraživač i znanstvenik na Zavodu za farmaceutsku botaniku Farmaceutsko-biokemijskog fakulteta kod Predstojnika toga Zavoda prof. dr sc. Frana Kušana. Na taj način je završila njegova karijera crtača stripova i animatora crtanih filmova, odnosno općenito njegova umjetnička i crtačka karijera. Crtanje mu je ipak pomoglo u ostvarenju karijere predavača, sveučilišnoga nastavnika i znanstvenika na Fakultetu.

## Znanstveni radovi
S prof. Kušanom je kao suautor napisao članak Die in Mitteldalmatien vorkommen-den Arten der Oattung Onosma, koji je objavljen u 1. broju časopisa Informationes botanicae 1962. godine, na stranicama 3-9. Časopis je bio pokrenuto i uređivao Fran Kušan.

## Stručni radovi
Surađivao je u izradi enciklopedijskih izdanja i leksikona današnjeg Leksikografskoga zavoda Miroslav Krleža, tada Jugoslavenskoga leksikografskog zavoda, posebice Poljoprivredne enciklopedije i Šumarske enciklopedije, za koje je pisao članke za niz natuknica vezanih uz botaniku, ljekovito bilje i druge prirodoslovne discipline.

## Botanički vrt ljekovitoga bilja "Fran Kušan"
Nakon smrti prof. dr. sc. Frana Kušana 1972. godine, Zlatan Martinis preuzima dužnost Predstojnika Zavoda za farmaceutsku botaniku Farmaceutsko-biokemijskoga fakulteta Sveučilišta u Zagrebu u čijem sastavu je i Botanički vrt ljekovitoga bilja koji je po svome osnivaču Franu Kušanu i dobio ime.
Botanički vrt, čiji se ulaz nalazi iznad Gupčeve zvijezde i Rockefellerove ulice na kraju slijepe Šrotove ulice u Zagrebu i zapadno od Alagovićeve ulice koja vodi skoro do južne granice zagrebačkoga groblja Mirogoj, prostire se na nekoliko hektara blago položenog zemljišta. Do Botaničkoga vrta se može doći na više načina, tramvajem do Gupčeve zvijezde pa stubama do Šrotove ulice, automobilom iz Grškovićeve pa Šrotovom ili Alagovićevom do istočnoga pomoćnoga ulaza u vrt. Automobilom se još može doći i Mirogojskom cesto u arkade Groblja Mirogoj pa opet Alagovićevom ulicom. Šrotovu i Alagovićevu ulicu u bliini ulaza u Botanički vrte povezuju iste stube kojim se pješice dolazi s Medveščaka i Gupleve zvijezde.
U vrtu raste više stotina različitih vrsta ljekovitog bilja koje su sa svojih istraživačkih putovanja donosili suradnici Zavoda prvenstveno Fran Kušan i Zlatan Martinis. Dio biljaka zasađen je iz sjemena koje su donosili ili slali inozemni prijatelji, suradnici i poznanici.
Zlatan Martinis je u više navrata svojim svesrdnim zalaganjem i borbom uspio spriječiti nasrtaje i uništenje Botaničkoga vrta ljekovitoga bilja onih koji su ga htjeli spojiti s Botaničkim vrtom PMF-a kao i onih koji su tu vidjelu prostrano građevinsko zemljište na jednom od najljepših zagrebačkih brežuljaka, izdvojenog u tišini i zelenilu, za ekskluzivne zagrebačke tzv. urbane vile, čime bi se uništio trud generacija biologa, botaničara i šumara da studenti Farmaceutsko-biokemijskoga fakulteta pa i drugih fakulteta i ustanova, kao i znanstvenici koji proučavaju ljekovitost bilja, tu imaju svoje mjesto za znanstveni, stručni i obrazovni rad.

## Stripovi i crtani filmovi
Zlatan Martinis je još u osnovnoj i srednjoj školi pokazao sklonost i izraziti talent za crtanje. Taj talent je izgrađivao uglavnom samostalno uz povremenu pomoć svoje majke Magdalene koja je također imala smisla za slikanje i crtanje, kao i svoga oca Petra koji je također povremeno slika u ulju, bez neke posebne akademske naobrazbe iz umjetnosti, slikanja ili crtanja. 
Pa ipak, upornim vježbanjem, skiciranjem i samoučenjem Zlatan Martinis je savladao tehnike crtanja ljudskoga tijela i životinja u mirovanju, ali i u pokretu do te mjere da je kao suradnik, a potom i samostalno počeo crtati stripove, a potom i animirati crtane filmove u tada osnovanom Zagreb filmu.
Povremeno je kao student, a kasnije i kao mladi vježbenik i asistent prof. dr. sc. Frana Kušana, surađivao i s profesionalnim crtačima i izdavačima stripova od kojih je najpoznatiji bio Walter Neugebauer sa svojim bratom Norbertom, koji je stripove izrađivao u Njemačkoj za njemačko govorno područje.
Vještine crtanja pomogle su Zlatanu Martinisu da u svom nastavničkom i predavačkom radu na Zavodu za farmaceutsku botaniku, svoje znanje studentima prenosi i uz niz vlastitih crteža, plakata i postera, uglavnom u kolegijima Farmaceutska botanika, Farmakognozija i Citologija. Neki od njegovih crteža sastava biljnih stanica, dijelova biljaka i samih biljaka, još se i danas poput atlasa nalaze u prostorijama Zavoda. 
Njegov vršnjak, školski kolega i dobar prijatelj, filozof estetike, prof. dr. sc. Zlatko Posavac ovako je napisao u jednom svom članku o povijesti stripa u Hrvatskoj, odnosno o počecima zagrebačke škole strip: "... Tom dobu [od 1945. do 1956. godine, napomena pisca] pripada i nekoliko dječjih pokušaja; grupa nadobudnih gimnazijalaca, nota bene nizoškolaca, četrnaestogodišnjaka i petnaestogodišnjaka, ne dospijevši do pravog tiska; pokreće šapirografirane listove ("Mali strip", Zagreb i "Mefisto" Vinkovci), ali su oficijelne zabrane ubrzo stišale naivni entuzijazam. U tim učeničkim pokušajima pokazivao je kao crtač dobre izglede Zlatan Martinis, (Majstor Omega osvaja svijet, science-fiction, čiji koautor, Furtinger, vjerojatno nije nikad ni znao za takav jedan pokušaj stripovanja njegova teksta!. Martinis ni kasnije nije bio bez uspjeha u suradnji s "Interpublicom" i nekim njemačkim producentima, ali se ipak nije ponovio slučaj slavnoga francuskog crtača, profesora, zoologa-prirodoslovca, poznatog kao Cristophe (zapravo Georges Colomb 1856-1945); posvetivši se studiju, Martinis prestaje raditi kao strip-crtač da bi svoj crtački talenat koristio dalje samo u struci (biologija)."